# Uil (Winnie de Poeh)
Uil is een personage (een wijze uil) uit de verhalen rond Winnie de Poeh van A.A. Milne, dat zowel in de oorspronkelijke boekenreeks als in de nadien op basis hiervan door Disney gemaakte films voorkomt. In de boeken is de wijsheid van de uil twijfelachtig in tegenstelling tot de Disneyfilms.
"Uil" heeft een verstrooid karakter en woont in een boomhut en zorgt altijd voor de staart van Iejoor.
Hij is een goede vriend van Winnie de Poeh en van Janneman Robinson en de andere bewoners van het bos. Anekdotes, meningen en adviezen geeft hij graag, alhoewel niet alle bewoners dat altijd op prijs stellen. Ook kan hij vliegen als een paard en zijn eigen naam schrijven: ULI.
Uil komt als personage voor in de hoofdstukken IV, VI, VIII, IX en X van "Winnie-the-Pooh" en de hoofdstukken V, VIII, IX en X van "The House at Pooh Corner" naast vermeldingen in andere hoofdstukken.

## Disneytekenfilms
Voor de stem van Uil in de oorspronkelijke Engelstalige versie werd een beroep gedaan op de stemacteurs Hal Smith, Andre Stojka en sinds 2011 Craig Ferguson. Uil heeft in die films een uitgesproken Brits-Engels accent. In de Nederlandstalige versie van de film sprak Jérôme Reehuis de teksten van Uil in.
- Winnie the Pooh and the Honey Tree (1966)
- Winnie the Pooh and the Blustery Day (1968)
- The Many Adventures of Winnie the Pooh (1977)
- Winnie the Pooh and a Day for Eeyore (1983)
- Pooh's Grand Adventure: The Search for Christopher Robin (1997)
- Winnie the Pooh: Seasons of Giving (1999)
- The Tigger Movie (2000)
- Piglet's Big Movie (2003)
- Winnie the Pooh (2011)